# Cronici metagalactice
Cronici metagalactice  este o colecție de povestiri științifico-fantastice editată de Ștefan Ghidoveanu și Alexandru Mironov. A apărut în 1990 la Editura Tehnică.  

## Cuprins
1. „Cuvânt înainte”, eseu de Alexandru Mironov
2. „Prezentări”, eseu de Ștefan Ghidoveanu
3. „Cameleonul”, ficțiune scurtă de Horia Aramă. (Povestirea a mai apărut în volumele Cosmonautul cel trist din 1967 și Pălăria de pai din 1974)
4. „Dealurile verzi ale Pământului”, ficțiune scurtă de Robert A. Heinlein (traducerea povestirii „The Green Hills of Earth” din 1947)
5. „Imposibila întâlnire”, ficțiune scurtă de Alexandru Mironov
6. „Stea variabilă”, ficțiune scurtă de George Ceaușu
7. „O întâlnire prin timp”, ficțiune scurtă de Igor Rosohovatski (Игорь Росоховатский) (traducerea povestirii „Пришельцы из другого времени” din 1961)
8. „Ultimul țărm al speranței”, ficțiune scurtă de Bogdan Ficeac
9. „Steaua neutronică”, ficțiune scurtă de Larry Niven (traducerea povestirii „Neutron Star” din 1966)
10. „Lucille”, ficțiune scurtă de Silviu Genescu
11. „Planeta test”, ficțiune scurtă de Agachi Faur
12. „Cu veninul sutelor de mii de sori”, ficțiune scurtă de Daniel Walther (traducerea povestirii „Par le venin de cent mille soleils” din 1972)
13. „Black-hole”, ficțiune scurtă de Dan Merișca
14. „Vânătorul de recompense”, un fragment din romanul lui Philip K. Dick, partea a II-a. O primă parte a apărut în Cronici microelectronice (1990).

## Vezi și
- 1990 în literatură
- Cronici microelectronice (1990)
- Lista cărților științifico-fantastice publicate în România după 1989
- Lista volumelor publicate în Colecția Fantastic Club
- Lista antologiilor de povestiri științifico-fantastice românești